# Gillois
Gillois és un municipi francès situat al departament del Jura i a la regió de Borgonya - Franc Comtat. L'any 2007 tenia 145 habitants.

## Demografia

### Població
El 2007 la població de fet de Gillois era de 145 persones. Hi havia 52 famílies de les quals 12 eren unipersonals (8 homes vivint sols i 4 dones vivint soles), 16 parelles sense fills i 24 parelles amb fills.
La població ha evolucionat segons el següent gràfic:
Habitants censats

### Habitatges
El 2007 hi havia 68 habitatges, 51 eren l'habitatge principal de la família, 12 eren segones residències i 5 estaven desocupats. 57 eren cases i 11 eren apartaments. Dels 51 habitatges principals, 39 estaven ocupats pels seus propietaris, 5 estaven llogats i ocupats pels llogaters i 7 estaven cedits a títol gratuït; 1 tenia una cambra, 1 en tenia dues, 4 en tenien tres, 9 en tenien quatre i 36 en tenien cinc o més. 42 habitatges disposaven pel capbaix d'una plaça de pàrquing. A 17 habitatges hi havia un automòbil i a 25 n'hi havia dos o més.

### Piràmide de població
La piràmide de població per edats i sexe el 2009 era:
| Homes | Edats   | Dones |
| ----- | ------- | ----- |
| 0     | 95 o +  | 0     |
| 0     | 90 a 94 | 0     |
| 4     | 85 a 89 | 4     |
| 0     | 80 a 84 | 0     |
| 0     | 75 a 79 | 4     |
| 4     | 70 a 74 | 4     |
| 0     | 65 a 69 | 4     |
| 0     | 60 a 64 | 0     |
| 8     | 55 a 59 | 4     |
| 4     | 50 a 54 | 0     |
| 0     | 45 a 49 | 4     |
| 4     | 40 a 44 | 0     |
| 0     | 35 a 39 | 0     |
| 12    | 30 a 34 | 8     |
| 12    | 25 a 29 | 12    |
| 0     | 20 a 24 | 0     |
| 4     | 15 a 19 | 0     |
| 0     | 10 a 14 | 0     |
| 0     | 5 a 9   | 0     |
| 4     | 0 a 4   | 8     |

## Economia
El 2007 la població en edat de treballar era de 80 persones, 56 eren actives i 24 eren inactives. De les 56 persones actives 54 estaven ocupades (30 homes i 24 dones) i 2 estaven aturades (2 dones i 2 dones). De les 24 persones inactives 12 estaven jubilades, 8 estaven estudiant i 4 estaven classificades com a «altres inactius».

### Ingressos
El 2009 a Gillois hi havia 49 unitats fiscals que integraven 132 persones, la mediana anual d'ingressos fiscals per persona era de 15.092 €.

### Activitats econòmiques
Dels 5 establiments que hi havia el 2007, 1 era d'una empresa alimentària, 2 d'empreses de construcció, 1 d'una empresa de comerç i reparació d'automòbils i 1 d'una empresa classificada com a «altres activitats de serveis».
Els 2 serveis als particulars que hi havia el 2009 eren fusteries.
L'any 2000 a Gillois hi havia 9 explotacions agrícoles que ocupaven un total de 477 hectàrees.

## Poblacions més properes
El següent diagrama mostra les poblacions més properes.